# سجنی
سجنی (به لاتین: Sejny) یک منطقهٔ مسکونی در لهستان است که در شهرستان سین واقع شده‌است. سجنی ۴٫۴۹ کیلومتر مربع مساحت و ۵٬۹۳۴ نفر جمعیت دارد.